# オールライト (矢井田瞳のアルバム)
『オールライト』は、矢井田瞳の12枚目のオリジナル・アルバム。2022年9月7日に日本コロムビアから発売された。

## 解説
前作『Sharing』より、1年9か月ぶりにリリースされた日本コロムビアに移籍第一弾のオリジナル・アルバム。
ドキュメンタリー映像+ライブ映像で構成された特典DVD付2枚組の初回限定盤と通常盤の2形態で発売。

## タイアップ
2022年、音楽配信にてリリースされたECCジュニアCMソング「Everybody needs a smile」、井村屋あずきバータイアップソング「ずっとそばで見守っているよ」の2曲に加え、TBSテレビ「ひるおび」2022年9月度エンディングテーマにて使用中である「駒沢公園」を含む書き下ろし新曲全10曲を収録。 

## 収録曲
| 全作詞・作曲: 矢井田瞳。 |                                |           |            |                  |      |
| #                        | タイトル                       | 作詞      | 作曲・編曲 | 編曲             | 時間 |
| 1.                       | 「さらりさら」                 | 矢井田瞳  | 矢井田瞳   | 太田守・西川進   | 4:30 |
| 2.                       | 「オールライト」               | 矢井田瞳  | 矢井田瞳   | 松本径           | 4:04 |
| 3.                       | 「花のような君に」             | 矢井田瞳  | 矢井田瞳   | 太田守           | 3:47 |
| 4.                       | 「ずっとそばで見守っているよ」 | 矢井田瞳  | 矢井田瞳   | 太田守・GAKU     | 3:59 |
| 5.                       | 「オンナジコトノクリカエシ」   | 矢井田瞳  | 矢井田瞳   | 太田守           | 3:26 |
| 6.                       | 「shadow/alone」               | 矢井田瞳  | 矢井田瞳   | 松本径           | 3:56 |
| 7.                       | 「Everybody needs a smile」    | 矢井田瞳  | 矢井田瞳   | 太田守           | 2:53 |
| 8.                       | 「LOVESICK」                   | 矢井田瞳  | 矢井田瞳   | 太田守           | 4:25 |
| 9.                       | 「駒沢公園」                   | 矢井田瞳  | 矢井田瞳   | 太田守           | 5:21 |
| 10.                      | 「speechless」                 | 矢井田瞳  | 矢井田瞳   | 矢井田瞳・太田守 | 4:21 |
| 合計時間:                | 合計時間:                      | 合計時間: | 40:42      |                  |      |

| #         | タイトル                       | 作詞  | 作曲・編曲 | 時間 |
| --------- | ------------------------------ | ----- | ---------- | ---- |
| 1.        | 「Documentary」                |       |            |      |
| 2.        | 「虹のドライブ」               |       |            | 4:00 |
| 3.        | 「かまってちゃん。」           |       |            | 3:00 |
| 4.        | 「ずっとそばで見守っているよ」 |       |            | 4:00 |
| 5.        | 「Look Back Again」            |       |            | 4:20 |
| 6.        | 「My Sweet Darlin'」           |       |            | 4:16 |
| 合計時間: | 合計時間:                      | 19:36 |            |      |